# Placoeme vitticollis
Placoeme vitticollis är en skalbaggsart som beskrevs av Chemsak och Linsley 1964. Placoeme vitticollis ingår i släktet Placoeme och familjen långhorningar.
Artens utbredningsområde är Guatemala. Inga underarter finns listade i Catalogue of Life.